# فرانز فيرنر
فرانز فيرنر (بالألمانية: Franz Werner)‏ (و. 1867 – 1939 م) هو عالم حشرات، وعالم حيوانات، وعالم زواحف، وأستاذ جامعي، من النمسا، ولد في فيينا، وكان عضوًا في الأكاديمية الألمانية للعلوم ليوبولدينا، توفي في فيينا، عن عمر يناهز 72 عاماً.

## مناصب وهيئات
أدار جامعة فيينا.